# Темелко Наумов
Темелко Наумов - Степанцалията е български революционер, велешки войвода на Вътрешната македоно-одринска революционна организация.

## Биография
Роден е в 1870 година във велешкото село Степанци, тогава в Османската империя, днес в Северна Македония. Влиза във ВМОРО и оглавява комитета в родното си село. През април 1902 година е арестуван от властите и затворен в Битоля. През юни 1905 година става четник при Панчо Константинов. През август 1907 година, след като Дачо Йотов и Михаил Чаков напускат Велешко, окръжният войвода Тане Николов се връща във Велешко и разпределя района на пет участъка - на Велко Попадийски, Секула Ораовдолски, Темелко Наумов, Александър Андреев и Милан Змията. Бори се срещу сръбската пропаганда в Македония.